# أطفال مصابون بالسرطان في المملكة المتحدة
الأطفال المصابون بالسرطان في المملكة المتحدة (بالإنجليزية: children with cancer UK)‏ هي مؤسسة خيرية مقرها المملكة المتحدة مخصصة لجمع الأموال اللازمة للبحث وتوفير الخدمات للأطفال المصابين بالسرطان وعائلاتهم. وتهدف مشاريعها البحثية إلى معرفة أسباب السرطان واكتشاف علاجات له.

## تاريخيًا
أُنشِأت المؤسسة في عام 1987 على يد إيدي وماريون في ذكرى وفاة ابنهم باول الذي مات نتيجة سرطان بالدم. الهدف الأساسي للمؤسسة هو أن تجمع 100000 جنيهاً إسترلينيًا للبحث عن المرض ودعم الأطفال. وفقدا ابنهما الثاني جون، أيضاً بسبب السرطان وذلك بعد أول حملة لجمع التبرعات. وبعد ذلك ساهمت الأميرة ديانا في هذا العمل التبرعي وافتتحته في عام 1988.

## جمع التبرعات
منذ عام 1987، جمعت المؤسسة 220 مليون جنيهاً إسترلينيًا، استُخدموا في البحث عن أسباب المرض واكتشاف أدوية جديدة وتجارب علمية. المؤسسة تدعم أيضاً مراكز البحث مثل المعهد الشمالي لأبحاث السرطان. والإقامة المؤقتة للعائلات المصابة. في عام 2007، استطاعت المؤسسة أن توفر 40 مليون جنيهاً إسترلينيًا من أجل معامل البحث البيوكيميائية في معهد السرطان بجامعة لندن، و أُطلق عليه اسم باول بعد وفاته
.

## دعم
بعض المنظمات في المملكة المتحدة تساهم في هذه المؤسسة مثل السيد ميين ليتل مييس، حيث دعم ماراثون لندن الجديد الذي تنظمه المؤسسة. ونظراً للخدمات التي قدمها للمؤسسة.
في نوفمبر 2018، كُرِّم كفخر لبريطانيا «جائزة الإنجاز مدى الحياة». و في عام 2019 أصبح الراعي الرسمي لنادي سندرلاند في الدروي الإنجليزي من الدرجة الأولى لكرة القدم.